# Dryopteris undulata
Dryopteris undulata är en träjonväxtart som först beskrevs av Richard Henry Beddome, och fick sitt nu gällande namn av O. Kze. Dryopteris undulata ingår i släktet Dryopteris och familjen Dryopteridaceae. Inga underarter finns listade.